# Вулиця Генерала Момота (Київ)
Ву́лиця Генера́ла Мо́мота — вулиця в Голосіївському районі міста Києва, селище Ширма. Пролягає від Мистецької вулиці до вулиці Карпатської Січі.
Прилучаються Камінь-Каширський провулок і Краматорська вулиця.

## Історія
Вулиця виникла в середині XX століття під назвою 765-та Нова. Назву вулиця Говорова набула з 1955 року, на честь радянського військового діяча Леоніда Говорова. Уточнену назву — вулиця Маршала Говорова, мала з 1974 року.
Сучасна назва на честь Героя України генерала Ігоря Момота — з грудня 2022 року.